# دیگو کولوتو
دیگو کولوتو (انگلیسی: Diego Colotto؛ زادهٔ ۱۰ مارس ۱۹۸۱) بازیکن فوتبال اهل آرژانتین است.
از باشگاه‌هایی که در آن بازی کرده‌است می‌توان به باشگاه فوتبال پون سیتی، باشگاه فوتبال لانوس، باشگاه فوتبال استودیانتس، باشگاه فوتبال اطلس، باشگاه فوتبال دپورتیوو لاکرونیا، و باشگاه فوتبال اسپانیول اشاره کرد.
وی همچنین در تیم ملی فوتبال زیر ۲۰ سال آرژانتین بازی کرده‌است.